# 김해원
김해원(한국 한자: 金海元, 1986년 5월 23일 ~ )은 대한민국의 축구 선수이다.

## 클럽 경력

### 전남 드래곤즈
김해원은 한남대학교를 졸업한 뒤 2009 K리그 드래프트를 통해 전남 드래곤즈로 입단했고, 그 해 시즌에 9경기에서 1골을 기록하였다.

### 대구 FC
2010년 여름 이적 시장에서 맹진오와 트레이드되어 대구 FC에 입단했다.

### 부산교통공사 축구단
2011년 내셔널리그 부산교통공사 축구단에서 활약하였다.

### 목포시청 축구단
2012년 내셔널리그 하반기 추가등록 선수로 목포시청 축구단에 등록되었다.